# .pe
.pe je internetová národní doména nejvyššího řádu pro Peru (podle ISO 3166-2:PE).

## Domény druhé úrovně
V doméně .pe je možné registrovat jen v těchto doménách druhého řádu:
- .com
- .mil
- .gob
- .org
- .edu